# С чего начинается Родина
«С чего начинается Родина» — широко известная советская песня Вениамина Баснера на слова Михаила Матусовского из четырёхсерийного художественного фильма режиссёра Владимира Басова «Щит и меч» 1967—1968 годов. Звучит за кадром в начале 1-й, 3-й и 4-й серий и в конце 1-й и 2-й серий в исполнении Марка Бернеса. Мелодия песни является основной музыкальной темой всего фильма.

## История создания
С чего начинается Родина?

С картинки в твоём букваре,

С хороших и верных товарищей,

Живущих в соседнем дворе.

А может, она начинается

С той песни, что пела нам мать,

С того, что в любых испытаниях

У нас никому не отнять.
В работу над фильмом «Щит и меч» и заглавной песней весомый вклад внёс разведчик-консультант Александр Святогоров, выступивший перед худсоветом по поводу песни и вообще состояния человека, вынужденного десятилетиями жить среди чужих: «Не о парадах и субботниках человек вспоминает на чужбине и уж, конечно, не о „должны мы неудержимо идти в последний смертный бой“. Вспоминает он о колодце в родительском дворе, о деревце в саду, о маминой сказке на ночь, о соседской девчонке».
Композитор Вениамин Баснер ранее уже писал музыку для восьми художественных фильмов, в том числе в 1961 году — для фильма Владимира Басова «Битва в пути». Со стихами же для новой картины возникли трудности: дав поэтам мысль писать о ностальгии, режиссёр боялся утрированной безвкусицы. Найдя в новом сборнике поэта Михаила Матусовского стихотворение «С чего начинается Родина?..», Басов счёл его настоящей находкой: образы в стихотворении подобраны универсальные, но при этом Матусовский использовал их как поэтические вопросы, предлагая слушателям самим ответить на них. Песня с вопросами вместо утверждений сразу вводила зрителя в мир личных переживаний.
Баснер рассказывал:

У меня вначале был чуть иной вариант, более простой, расхожий, что ли. И только в последней фразе песни, в самом конце, я провёл эту интонацию для вопроса — «С чего начинается Родина?» Басов прослушал — гениальный был человек — предложил: «А давай-ка начни с последней фразы». И сразу всё получилось.
Поэт Михаил Матусовский вспоминал:

Когда была закончена работа над... песней, которая, по замыслу режиссёра, должна была стать лейтмотивом, основной музыкальной темой большого четырехсерийного фильма, надо было решить: кто же исполнит эту песню?
Её нельзя было спеть красиво, бездумно, как порой делают это певцы, у которых вокал идёт впереди мысли и чувства. И тогда все мы, и режиссёр Владимир Басов, и музыкальный редактор Раиса Лукина, и композитор Вениамин Баснер, и я, сразу, не сговариваясь, в один голос назвали имя Марка Бернеса.
...Марк Бернес работал над песней старательно и настойчиво, как будто никогда до этого не подходил к микрофону. Наконец настал день записи. Она должна была проводиться в аппаратной тонстудии «Мосфильма». Артист пришёл чуть раньше срока, собранный и сосредоточенный. Он весь жил песней, старался не расплескать этого внутреннего состояния и донести его до слушателей.
...Сколько было накручено катушек магнитной плёнки, сколько было сделано дублей, и все их артист безжалостно браковал: в этом чувствуется некоторый холодок, здесь — удачно получилось начало и никуда не годится финал, в этом месте глухо звучал голос, а в этом варианте — почему-то слабее слышна группа скрипок. Надо попробовать отойти чуть дальше от микрофона. А что, если последнюю фразу не петь, а произнести речитативом? Ну что ж, теперь давайте пройдём всё сначала.
...Когда же кто-то из работников студии попытался сказать, что последняя запись получилась вполне удовлетворительной, Марк вспылил: «Что значит — удовлетворительная? Такой оценки не бывает в искусстве! Удовлетворительно — это значит посредственно. Если и сейчас получится так же, придётся перенести запись на завтра».
И всё-таки переносить запись не понадобилось. Один из последних дублей, вопреки всем суевериям, кажется, тринадцатый, прозвучал отлично. ...Так в мучениях родилась запись песни, вошедшая в картину. Мы несколько раз придирчиво прослушивали фонограмму и остались довольны ею. Не успокоился только один человек — Марк Бернес.

— Это ещё не совсем то, что я представлял себе, — ворчал он, — когда будут выпускать мою пластинку в фирме «Мелодия», я обязательно перепишу её еще раз, совсем по-другому. Понимаешь, ведь после нас остаются только записи, больше ничего. И надо добиться, чтобы записи эти были настоящими. (Замечу, что своё обещание Бернес выполнил и для пластинки сделал новую запись песни.)
На пластинке песня была впервые издана в 1968 году — на диске-гиганте «Поёт Марк Бернес» (Д 021343-44). После смерти Бернеса долгие годы никто не брался петь данное произведение на эстраде.

## В культуре
Заглавная строка песни стала распространённым и до сих пор используемым СМИ клише, предметом понимания смыслов истинного и ложного патриотизма.
- В 1969 году школьники писали всесоюзное сочинение по литературе на тему «С чего начинается Родина».
- В 1995 году эстонская панк-группа J.M.K.E. выпустила кавер-версию песни в альбоме «Sputniks in pectopah».
- В 2014 году так был назван российский детективный телесериал о борьбе советской и американской разведок в середине 1980-х годов (режиссёр Рауф Кубаев).
- В 2014 году протоиерей Артемий Владимиров написал свой вариант текста на мелодию песни[10].

Мелодия песни «С чего начинается Родина», сыгранная на вибрафоне, используется в качестве позывных на государственном радио ПМР.